# Serramanna
Serramanna (sardinsky: Serramànna) je italská obec (comune) v provincii Sud Sardegna v regionu Sardinie. Nachází se ve výšce 30 metrů nad mořem a má přibližně 8 600 obyvatel. Rozloha obce je 83,84 km².